# Грабовац Војнићки
Грабовац Војнићки је насељено мјесто у општини Крњак, на Кордуну, Карловачка жупанија, Република Хрватска.

## Историја
Грабовац Војнићки се од распада Југославије до августа 1995. године налазио у Републици Српској Крајини. До територијалне реорганизације насеље се налазио у саставу бивше велике општине Карловац.

## Становништво
Грабовац Војнићки је према попису из 2011. године имао 55 становника.
| Националност       | 1991. | 1981. | 1971. | 1961. |
| Срби               | 114   | 127   | 152   | 179   |
| Хрвати             |       |       | 3     | 2     |
| остали и непознато | 3     | 1     | 2     |       |
| Укупно             | 117   | 128   | 157   | 181   |

| Демографија | Демографија | Демографија |
| Година      | Становника  | Становника  |
| ----------- | ----------- | ----------- |
| 1961.       | 181         |             |
| 1971.       | 157         |             |
| 1981.       | 128         |             |
| 1991.       | 117         |             |
| 2001.       | 97          |             |
| 2011.       |             | 55          |